# Psectrocladius rhodesiae
Psectrocladius rhodesiae är en tvåvingeart som först beskrevs av Jean-Jacques Kieffer 1924.  Psectrocladius rhodesiae ingår i släktet Psectrocladius och familjen fjädermyggor.
Artens utbredningsområde är Zimbabwe. Inga underarter finns listade i Catalogue of Life.